# Hampshire (svinerace)
Hampshire er en amerikansk svinerace, som er kendetegnet ved at have en sort pels med et lyst 'bælte' rundt om bugen. Racens navn stammer fra Hampshire i England, hvorfra den blev importeret mellem 1827 og 1839.
Racen bruges ikke længere i kommerciel dansk svineavl på grund af formodet højere følsomhed for visse produktionssygdomme.
| Dyr | Spire Denne artikel om dyr er en spire som bør udbygges. Du er velkommen til at hjælpe Wikipedia ved at udvide den. |